# INCA (Software)
INCA (Integrated Calibration and Application Tool) ist eine Mess-, Kalibrier- und Diagnosesoftware von ETAS. Diese in der Automobilindustrie weit verbreitete Entwicklungssoftware wird während der gesamten Phasen des Entwicklungsprozesses von Steuergeräten und Steuergeräteprogrammen zur Messung, Kalibrierung, Diagnose und Programmierung eingesetzt.

## Beschreibung
Durch die Kalibrierung einer Steuergerätesoftware mit INCA kann das Verhalten von Steuerungs-, Regelungs- und Diagnosefunktionen an unterschiedliche Fahrzeugmodelle bzw. Fahrzeugvarianten angepasst werden, ohne dass Berechnungsroutinen verändert werden müssen. Hierbei werden Kennwerte von Funktionsalgorithmen eingestellt und gleichzeitig Signale von Steuergeräten, Fahrzeugbussen und Messgeräten erfasst. Die Steuergerätesignale werden während der Kalibrierung mit INCA visualisiert, sodass bei einer direkten Veränderung im Steuergerät eine genaue Überprüfung und Analyse des Systemverhaltens erfolgen kann. Eine solche Kalibrierung von Kennwerten kann im Fahrzeug, im Labor, an Prüfständen oder in Kombination mit Simulationsumgebungen (z. B. Simulink) erfolgen.

## Funktionsumfang
Die für die Kalibrierung einer Steuergerätesoftware notwendigen Funktionen wie schnittstellenabhängige Kalibrierverfahren, Kalibrierdatenverwaltung, Messdatenvisualisierung, Messdatenanalyse, Steuergeräteprogrammierung, Fahrzeugbus Monitoring und Fernsteuerung über Standardschnittstellen sind im Produktumfang enthalten. Mit Hilfe von Add-ons lassen sich zusätzliche Funktionen integrieren, wie z. B. die symbolische Darstellung von Diagnosedaten, die Kalibrierung von Simulink-Modellen, die Einbindung von LIN- und FlexRay-Bussen sowie die Kalibrierung und Validierung von Software auf Rapid Prototyping-Hardware.
Kombiniert mit Hardwareprodukten ist INCA in der Lage, auf Standardschnittstellen von Steuergeräten wie CAN, K-Line, ETK, USB, Ethernet und FlexRay zuzugreifen. 
- Steuergerätezugriff über CAN mit den Protokollen CCP, KWP2000, UDS und XCP
- Steuergerätezugriff über FlexRay mit dem XCP-Protokoll
- Steuergerätezugriff über Ethernet mit dem XCP-Protokoll
- Steuergerätezugriff über USB mit dem XCP-Protokoll
- Steuergerätezugriff über K-Line mit den Protokollen KWP2000 und Mc-Mess
- Steuergerätezugriff mit parallelen ETKs über den Adressbus und Datenbus
- Steuergerätezugriff mit seriellen ETKs über Mikrocontroller-Debug-Schnittstellen wie zum Beispiel NEXUS, JTAG und AUD
- Steuergerätezugriff über J2534
- Zugriff auf mehrere Steuergeräte gleichzeitig

## Unterstützung von Standards
- Unterstützung der ASAM-MCD-Standards MCD-1b, MCD-2 MC, MCD-2 D(ODX), MDF, MCD-2 Net (Fibex), ASAP3 und MCD-3 MC, AE CDF
- Unterstützung der CANdb für die CAN-Überwachung und das Senden von CAN-Botschaften
- Aufzeichnung der Messdaten in den Dateiformaten MDF4, MDF3, ASCII, DI-ADEM-ATF, FAMOS und MATLAB-M
- COM-API zur Interaktion mit Windows-PC-Anwendungen
- MATLAB-API für den Zugriff auf MATLAB als Steuerungs- und Auswertungsanwendung
- Austausch von Applikationsdaten in physischer Darstellung über die Formate DCM, CVX und CDF2.0
- Unterstützung von zahlreichen hexadezimalen-Dateiformaten wie zum Beispiel Motorola-S oder INTEL-HEX